# Fugitivos (serie de televisión)
Fugitivos —en inglés: Fugitives— es una serie de televisión colombiana producida por CMO Producciones para Caracol Televisión en 2014. Es la  versión de la serie de 1997 La mujer del presidente. Está protagonizada por Emmanuel Esparza y Taliana Vargas con las participaciones antagónicas de Christian Tappan y José Narváez y la participación estelar de María José Martínez, también marca el regreso a la Televisión de la actriz Trans, Endry Cardeño.

## Sinopsis
Julián es un ingeniero que de la noche a la mañana ve destruida su vida, su matrimonio y su trabajo, ya que lo culpan por un asesinato que no cometió. Luego de ser condenado a 26 años de prisión, él decide fugarse para buscar la única testigo que realmente sabe quién es el verdadero culpable del crimen. Sin embargo, en la cárcel conoce a Esperanza y en ella vuelve a encontrar el amor.

## Reparto
- Emmanuel Esparza - Julián Duarte
- Taliana Vargas - Esperanza Gómez Vda. de Zarate
- José Narváez - Ricardo Pradilla
- María José Martínez - Mariana Cárdenas
- Christian Tappan - Steve Houston +
- Endry Cardeño - Vladimir Mendoza "Cicatriz" / Irina Mendoza +
- Laura Osma - Micaela Zárate Gómez"
- Jorge Armando Soto - Carlos Alberto "Cabeto"
- Yessy García - "Matacho +
- Marcela Agudelo - Patricia Rodríguez +
- Alex Letón - Johnny Masson +
- Mario Jurado - Hernán Sierra +
- Alejandra Miranda - "La Coyote"
- Alma Rodríguez - Lorena Pineda+
- Constanza Hernández - Maribel Pardo
- Alex Adames - Agente Torres
- Juan Esteban Aponte - Samuel Duarte
- Yuly Pedraza - Melba +
- Dave Thomas - Plummer
- Jose Ricardo Pedraza - Teniente Morales +
- Johan Velandia - "Gus"
- Juan Diego Sánchez - Sergio Caviedes +
- Pilar Álvarez - Elena +
- Victoria Hernández - Justina +
- Christophe de Geest - Detective Amaya el gringo +
- Marianne Schaller - Verónica +
- Mihaela Girbea - Camila +
- Victor Rodríguez - Guardia Gutierrez +
- Marcelo Castro - "Sombra"+

## Equipo de producción
- Claudia Sánchez - libretista.
- Said Chamie - libretista.
- Gonzalo Martínez - director de arte.
- Adriana Polanía - diseñadora de vestuario.
- Carlos Aguera - director musical y música incidental.
- Gerson Aguilar - editor de montaje.
- Andrés Gutiérrez - director de fotografía.
- Ana Vizoso - directora de producción.
- Liliana Bocanegra - directora.
- Camilo Vega - director.
- Klych López - director general.
- Ana Piñeres - productora ejecutiva.
- Clara María Ochoa Domínguez - productora.

Fuentes: Caracol Televisión y CMO Producciones.

## Premios y nominaciones

### Premios India Catalina
| Año  | Categoría                                     | Receptor      | Resultado |
| ---- | --------------------------------------------- | ------------- | --------- |
| 2015 | Mejor Actriz Antagónica de telenovela o serie | Endry Cardeño | Nominada  |